# Хайнрих III (Ортенбург)
Вижте пояснителната страница за други личности с името Хайнрих III.
Хайнрих III фон Ортенберг (на немски: Heinrich III, Graf von Ortenberg; † 1345 или между 4 ноември 1347 и 14 април 1348) е граф на Ортенбург (1297 – 1345).

## Биография
Той е единственият син на граф Рапото IV († 1296) и съпругата му Кунигунда фон Брукенберг († сл. 11 април 1321), дъщеря на Дитхелм фон Брукберг, господар на Дорнберг и Лиутгарда (Кунигунда) фон Халс († сл. 10 февруари 1310), дъщеря на граф Алберт VI фон Халс]] († 1305).
След смъртта на баща му през 1296 г. той го последва като граф на Ортенбург първо под регентството на майка му Кунигунда до нейния отказ през 1321 г. Другите му опекуни са дядо му Дитхелм фон Брукберг и прадядо му граф Албрехт VI/Алберт VI фон Халс († 1305). След тяхната смърт Хайнрих наследява всичките им собствености.
През 1311 г. Хайнрих III участва в помагането на херцог Ото III от Бавария за получаването на унгарската и бохемската корона (1309 – 1311). Хайнрих III има добри отношения с херцозите Хайнрих Стари, Ото III и Хайнрих Млади, които през 1319 г. му дават господството Вилденек (Вилденег). След това Хайнрих е свидетел в документ от 24 април 1336 г. за сключеното примирие на херцог Хайнрих XIV с император Лудвиг Баварски.

## Фамилия
Първи брак: Хайнрих III фон Ортенберг се жени пр. 1 март 1327 г. за графиня Аделхайд фон Шаунберг († между 4 юли 1328 – 1335), дъщеря на граф Хайнрих IV фон Шаунберг († 1 март 1327) и Агнес фон Нойхауз († 3 ноември 1319). Те имат децата:
- Аделхайд фон Ортенберг († ок. 17 август 1391), сгодена I. (разрешение от папата на 8 октомври 1346), омъжена пр. 31 януари 1348 г. за Албрехт фон Йотинген († 11 февруари 1357), II. пр. 23 април 1360 г. за граф Улрих I фон Цили (* ок. 1331; † 26 юли 1368)
- Хайнрих IV († 1395), женен пр. 1346 г. за Агнес фон Халс († между 18 януари 1391 – 18 януари 1404), дъщеря на граф Алрам V фон Халс († 1331) и Агнес от Силезия († 1361).

Втори брак: Хайнрих III фон Ортенберг се жени втори път (подписва договор) на 21 юли 1335 г. за София фон Хенеберг-Ашах (* ок. 1323; † 5 май 1372), дъщеря на граф Хенри XII/Хайнрих VI фон Хенеберг-Ашах († 1347) и Бригита/Юта фон Кобург († 1353). Бракът е бездетен.
Вдовицата му София фон Хенеберг се омъжва втори път на 14 април 1348 г. в Кобург за бургграф Албрехт Красивия фон Нюрнберг († 4 април 1361).